# 鳥取市立鹿野学園
鳥取市立鹿野学園（とっとりしりつ しかのがくえん）は、鳥取県鳥取市鹿野町鹿野にある公立の義務教育学校。

## 概要
2018年、鳥取市立鹿野小学校と鳥取市立鹿野中学校を統合し、義務教育学校として開校した。流沙川（りゅうしゃがわ）学舎は旧鳥取市立鹿野小学校、王舎城（おうしゃじょう）学舎は旧鳥取市立鹿野中学校校舎を利用している。
生徒は流沙川学舎には1年生から5年生が通い、王舎城学舎には6年生から9年生が通っている。

## 沿革
- 2018年（平成30年）4月1日 開校

## 学校行事
- 4月 始業式・入学式
- 5月
- 6月 マラソン大会
- 7月
- 8月
- 9月 運動会
- 10月 終業式・始業式
- 11月 鹿野っ子祭り
- 12月
- 1月 書き初め大会など
- 2月 雛鷲の立ち初め式(2年)[要出典]、表鷲の巣立ち式(9年)[要出典]
- 3月 卒業式・終業式、若鷲の立志式(5年)[要出典]

## 通学区域
- 旧鹿野町全域に相当する[2]
  - 鹿野町今市、鹿野町岡木、鹿野町乙亥正、鹿野町河内、鹿野町小別所、鹿野町鹿野、鹿野町鷲峯、鹿野町末用、鹿野町寺内、鹿野町閉野、鹿野町中園、鹿野町広木、鹿野町水谷、鹿野町宮方

## 学区内施設
- 鹿野城跡
- 鹿野温泉
- 鷲峰山
- 国民宿舎山紫苑
- 道の駅西いなば気楽里

## 卒業生
- 佐々木えるざ（ミス・ワールド2009日本代表）

## 交通アクセス
流砂川学舎
- 日ノ丸自動車 鹿野線にて「鹿野学園流砂川学舎」バス停下車
- 鳥取市気高循環バス（翼運輸）で宝木河内線あるいは逢坂線で「鹿野学園流砂川学舎」バス停下車